# Протокол (фильм)
«Протокол» — кинофильм.

## Сюжет
Санни, милая простушка, работает официанткой. Однажды она помогает одному очень высокопоставленному чиновнику. В благодарность тот берёт её на работу в Вашингтон, в один из важных государственных офисов. Именно Санни удаётся разрешить сложности в деле по торговле оружием с одной из арабских стран.

## В ролях
- Голди Хоун — Санни Дэвис
- Крис Сарандон — Майкл Ренсом
- Ричард Романус — Эмир
- Андре Грегори — Наваф Аль Кабир
- Гейл Стрикленд — представитель Святого Джона
- Клифф Де Янг — Хилли
- Кейт Шарабайка — Кроу
- Эд Бегли-младший — Хасслер
- Джеймс Стейли — вице-президент Мерк
- Кеннет Марс — Лу
- Джин Смарт — Элла
- Мария О’Брайэн — Донна
- Джоэл Брукс — Бен
- Грейнджер Хайнс — Джерри
- Кеннет МакМиллан — сенатор Норрис
- Мэри Карвер — миссис Дэвис